# Ulf Eriksson (calciatore 1958)
Ulf Eriksson (21 febbraio 1958) è un ex calciatore svedese, di ruolo centrocampista.